# St.-Anna-Kapelle (Rheinberg)
Koordinaten: 51° 32′ 43,6″ N, 6° 34′ 51,4″ O

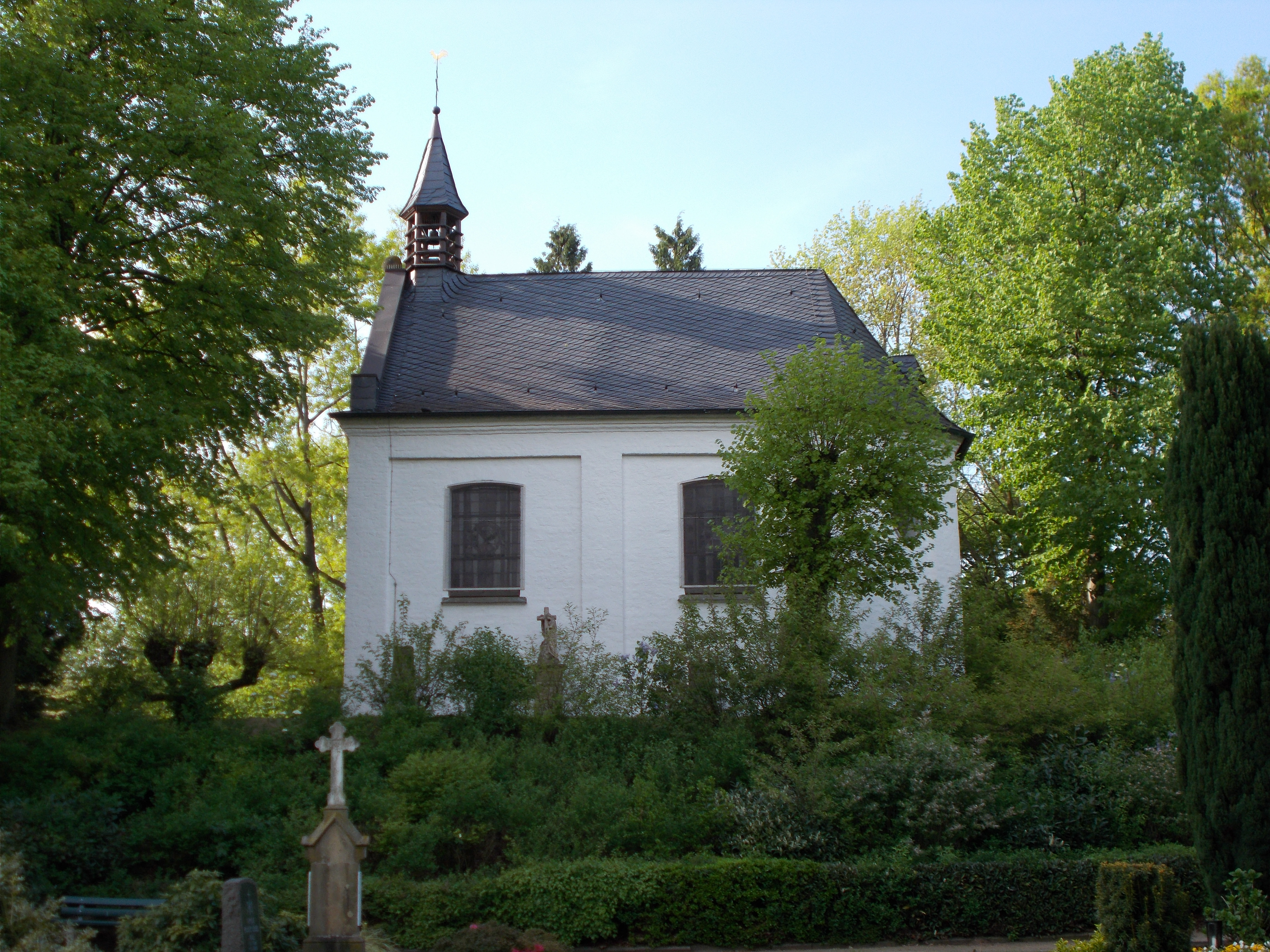
St.-Anna-Kapelle auf dem historischen Annaberg-Friedhof.

Die St.-Anna-Kapelle in Rheinberg ist eine kleine Friedhofskirche auf dem historischen Teil des Annaberg-Friedhofs. Sie steht auf einer römischen Schanze an der Römerstraße und gehörte zur katholischen Stiftskirche St. Peter. Das Gebäude wurde 1773 wiedererbaut, nachdem der Vorgängerbau während des Spanisch-Niederländischen Krieges zerstört worden war.
Genutzt wird die Kapelle für Andachten, Konzerte und die Lichterprozession am 26. Juli.
Seit dem 15. März 1983 ist die St.-Anna-Kapelle als Baudenkmal eingetragen. Denkmalnummer: 19

## Geschichte
1555 wurde die kleine Kirche auf dem Kapellenhügel erstmals urkundlich erwähnt.  Während des Spanisch-Niederländischen Krieges 1633 wurde sie von den Niederländern bis auf die Grundmauern niedergebrannt und 10 Jahre später abgebrochen. Der Annaberg wurde jedoch weiterhin als Pilgerstätte genutzt.
1773 entschloss man sich zu einem Wiederaufbau der Kapelle. Finanziert wurde sie von einem Erben des niederländischen Anführers. Ein Jahr später, 1774, wurde sie durch den Abt Dionysius Genger vom Kloster Kamp erneut der heiligen Anna geweiht. Auf ihrem Altar stand über 200 Jahre die Figur der Anna selbdritt. Diese steht heute in der St.-Anna-Kirche. Gleichzeitig mit der Kirchweihe errichtete man einen Betweg mit sieben beidseitig in Stein gehauenen Kreuzwegstationen. Der Lehrer der Schule wurde durch eine Stiftung dazu verpflichtet, einmal jährlich mit seinen Schülern eine Wallfahrt dorthin zu machen.
1833 verlegte man den Friedhof der katholischen Pfarrkirche St. Peter an die St.-Anna-Kapelle. Zum einen aus Platzgründen, andererseits wurden im 18. Jahrhundert neu gewonnene Erkenntnisse in den Bereichen Ästhetik und Hygiene auch im Bestattungswesen umgesetzt. Friedhöfe wurden in dieser Zeit durch die Stilvorstellungen im Gartenbau beeinflusst. So wurde um 1853 das Friedhofstor und die Allee zum Kirchenhügel erwähnt. Die Rheinberger Heiligengrotte und das alte Friedhofskreuz sind weitere Elemente der Gestaltung aus dieser Zeit. Weiterhin gab es allerdings Grabstellen in unmittelbarer Nähe der Kapelle, die Geistlichen und besonders Wohlhabenden vorbehalten waren.
Mit der Gebietsreform 1969 übernahm die Stadt Rheinberg die St.-Anna-Kapelle und den Friedhof. Zuvor war das Amt Rheinberg-Land (Kreis Moers) dafür zuständig.
2008 gründeten engagierte Bürger einen Verein zum Erhalt der St.-Anna-Kapelle. Es begannen viele seit Jahrzehnten vernachlässigte Restaurierungsmaßnahmen. Zudem gab es durch den Kohleabbau Bergschäden am Gebäude.
2011 erhielt die Kapelle eine neue Glocke. Diese ist dem heiligen Vitus gewidmet. Auf dem Kranz der bronzenen Glocke steht „Heiliger Vitus beschütze uns“. Sie wurde von einem Mönch der Benediktiner-Abtei Maria Laach gegossen und von dem Pfarrer Hubert Peters gesegnet. Im selben Jahr erhielt die Kapelle LED-Außenbeleuchtung, um in der dunklen Jahreszeit weithin sichtbar zu sein.

## Die Sage von der St.-Anna-Kapelle
Auf dem westlich von Rheinberg gelegenen Hügel, Anna-Berg genannt, wo bei der Belagerung von Rheinberg der Prinz Heinrich von Oranien sein Hauptquartier aufgeschlagen hatte, lag eine kleine Kapelle. Dort suchten nach der Eroberung der Stadt durch die Niederländer im Jahre 1633 die vom Gouverneur ausgewiesenen Frauen und Kinder der Spanischen und Brabanter Gefangenen häufig Trost im Gebete. Ihre Wohnungen hatten sie in den der Kapelle nahegelegenen Häuschen un Hütten, um so in der Nähe der Ihrigen zu sein, deren drohendes Schicksal sie mit Bangen erfüllte.
Auch am 31. August 1633 hatten sie sich zum Gebete in der Kapelle eingefunden. Die Sonne war längst untergegangen, tiefe Stille herrschte ringsrum, die nur durch das Wehklagen der Unglücklichen unterbrochen wurde. Da zog ein dunkler Haufen durch das Feld nach der Kapelle und stürzte mit wildem Geschrei dem Hügel hinan. Jetzt erst bemerkten die Unglücklichen die Gefahr und suchten zu entfliehen; sie wurden aber vor der Türe ergriffen und niedergestoßen. Andere, welche die Türe schlossen und Widerstand leisten wollten, wurden von den einstürmenden Mordgesellen leicht überwältigt.
Vor dem Altare der Kapelle knieten die Frau des Hauptmannes Zamora und ihre beiden Kinder. Auf diese stürzten sich die Unmenschen, schleppten sie an den Haaren weg, warfen die Leichen den Hügel hinab, zerstörten den Altar und steckten die Kapelle in Brand. Dann zog der wilde Haufen von dannen. Nur ein unbeachtetes Kreuz war stehen geblieben und bezeichnete die Stelle, wo der Mord gewütet hatte.
Aber die Vorsehung waltet! Den, der den Mord befohlen und geleitet hatte, ereilte endlich die Vergeltung. Als er auf dem Todesbette lag, da mag das Bild jener Schreckensnacht ihm lebhaft vor die Seele getreten sein, da packte ihn die Reue und er trug in seinem Testamente seinen Erben auf, zur Sühne seiner bösen Tat auf jenem Hügel bei Rheinberg eine neue Kapelle zu erbauen. Doch der Wille des Sterbenden wurde von den Erben nicht beachtet. Erst nach langen Jahren entschloss sich einer seiner Nachkommen, dem das Testament durch Zufall zu Gesichte kam, die Pflicht, die ein gewissenloser Erbe zu erfüllen unterlassen hatte, an dessen Statt zu erfüllen, und erteilte dem damaligen Bürgermeister Johann Gatzweiler den Auftrag, den Bau auszuführen, indem er ihm das dazu nötige Geld einschickte. Bereitwillig und mit Freude unterzog sich der Bürgermeister diesem Auftrage.
Und so erhob sich wieder auf dem grünen Hügel das Kirchlein, wie es heute noch friedlich durch die dunklen Tannen blickt und zum Gebete und zur Andacht einzuladen scheint. Und zu verschiedenen Zeiten des Jahres, besonders aber am Tage Allerseelen, wandern fromme Beter dahin, um der heiligen Messe beizuwohnen, die Trostesworte des Priesters zu hören oder an den umliegenden Gräbern der Lieben, die darin ruhen, in Andacht zu gedenken.

## Brauchtum
Traditionell findet jährlich zum Gedenktag der heiligen Anna, dem 26. Juli, ein feierlicher Gottesdienst zu Ehren der Heiligen in der Kapelle statt. Der Schützenverein zieht mit Fahnen und Königspaar von der St.-Anna-Kirche über den Friedhof zur Kapelle. Es folgen mehrere gestaltete Gebetszeiten zum Gedenken der Patronin. Abends zieht die Gemeinde in einer Lichterprozession über den Friedhof zurück zur neuen Kirche. Die Feierlichkeiten schließen mit einem Festgottesdienst und einem „Abend der Begegnung“.
Eine weitere Tradition bei Bestattungen ist das Läuten der Totenglocke zum letzten Geleit. Jahrzehntelang mussten die Rheinberger allerdings auf diese Tradition verzichten, da das Glockenseil fehlte und die alte St.-Vitus-Glocke in der St.-Anna-Kapelle einen Sprung hatte. Seit 2011 hat die Kapelle wieder eine neue Glocke. Diese ist nun funkgesteuert und kann von der St.-Anna-Kirche oder der Leichenhalle aktiviert werden.

## Sonstiges
Der denkmalgeschützte historische Friedhof und die St.-Anna-Kapelle bilden zusammen mit dem Alten Friedhofskreuz und der Rheinberger Grotte mit Grablegungsfigur ein kulturell und religiös bedeutendes Ensemble. Die Form des Friedhofs ist christlich begründet und soll das „Tor des Lebens“ darstellen.